# Fader Brown (TV-serie)
Fader Brown är en brittisk TV-serie som hade premiär på BBC One den 14 januari 2013. Den är löst baserad på bokserien av G. K. Chesterton som handlar om den katolska prästen Fader Brown som löser det ena kriminalfallet efter det andra. Tio avsnitt per säsong har spelats in med undantag för säsongerna 3 (januari 2015) och 5 (december 2016 - januari 2017) då antalet var 15. Den tionde säsongen hade premiär på BBC One den 6 januari 2023.

## Handling
Serien utspelar sig under tidigt 1950-tal i den lilla fiktiva byn Kembleford i Cotswolds i Storbritannien och kretsar kring Fader Brown. Han är präst i St Marys katolska kyrka och har en alldeles särskild förmåga att lösa kluriga brott något som det inte råder brist på.

## Roller i urval
- Mark Williams - Fader Brown (110 avsnitt 2013-2023)
- Sorcha Cusack - Bridgette McCarthy (98 avsnitt 2013-2022), sekreterare i St. Marys församling
- John Burton - Daniel Goodfellow (92 avsnitt 2014-2023), polissergeant
- Jack Deam - Gerald Mallory (64 avsnitt 2016-2022). polisinspektör
- Alex Price - Sid Carter (52 avsnitt 2013-2022)
- Nancy Carroll - Felicia Montague (51 avsnitt 2013-2023)
- Emer Kenny - Penelope "Bunty" Windermere (46 avsnitt 2017-2022)
- Tom Chambers - Edgar Sullivan (38 avsnitt 2014-2023), polisinspektör
- John Light - Hercule Flambeau (11 avsnitt 2013-2023), notorisk tjuv och bedragare
- Claudie Blakley - Isobel Devine (10 avsnitt 2023), sekreterare i St. Marys församling efter Mrs McCarthy

## Produktion
Tv-serien spelades huvudsakligen in i Cotswolds, Gloucestershire, särskilt i byn Blockley som fungerade som "Kembleford" med dess kyrka Church of St Peter and St Paul som Browns romersk-katolska kyrka "St Marys" och med prästgården som hans bostad. Andra inspelningsplatser i Gloucestershire inkluderar Guiting Power, Upper Slaughter, sjukhuset i Moreton-in-Marsh, Sudeley Castle och Winchcombes järnvägsstation.
Delar har spelats in i Ilmington, Warwickshire, och i Oxfordshire har inspelningar gjorts bland annat vid Broughton Castle.

### Galleri

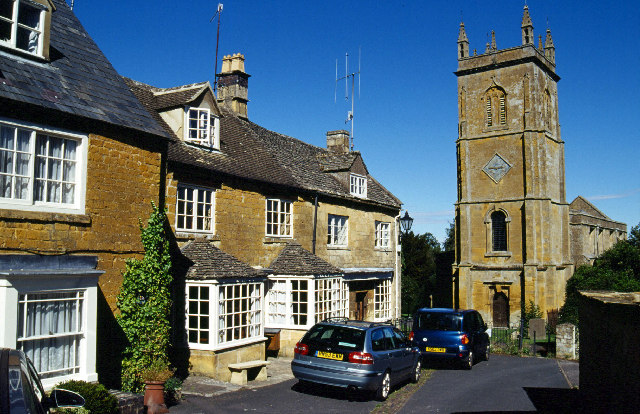
Blockley
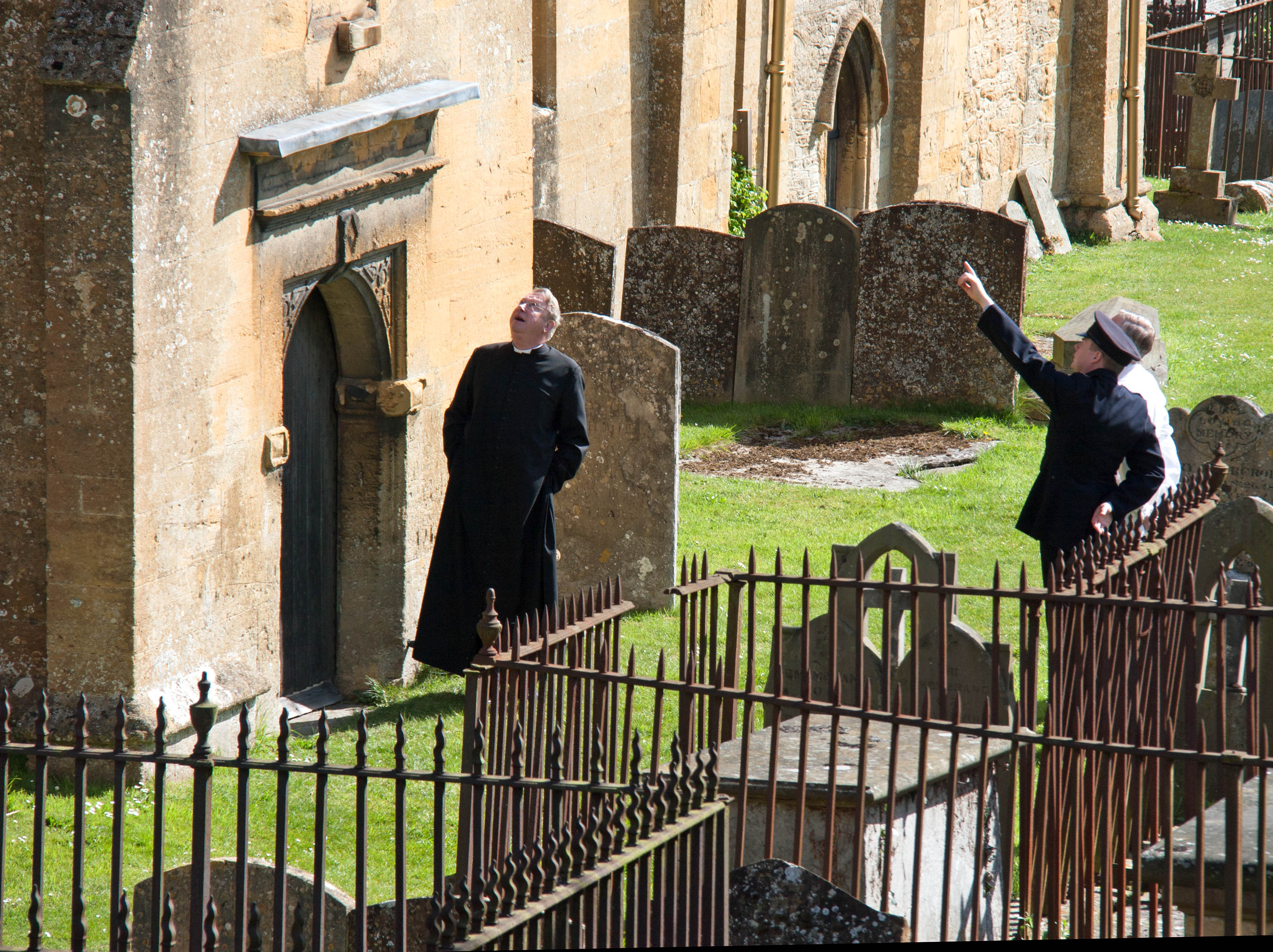
Inspelning framför kyrkan 2015
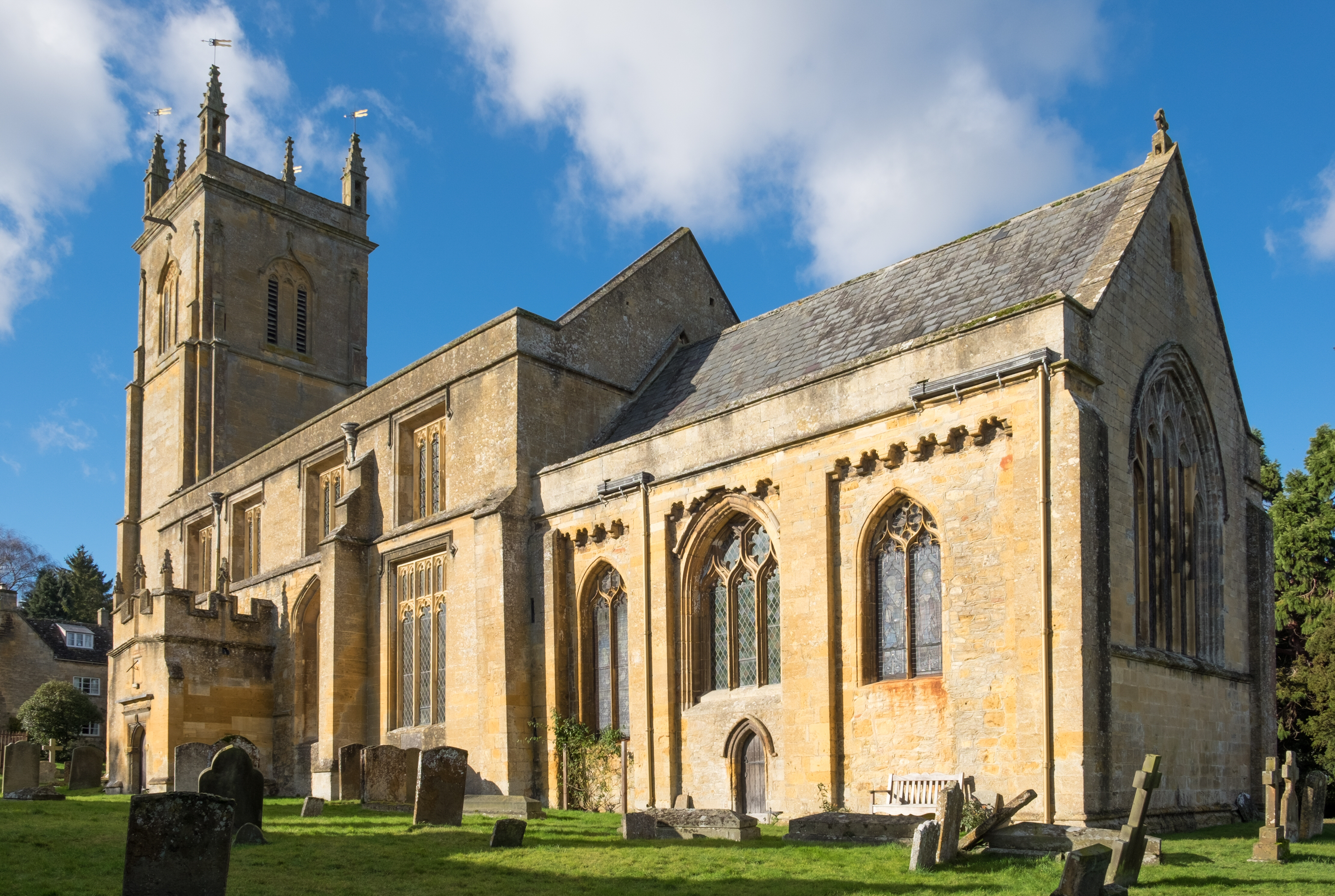
Kyrkan sedd från sydost
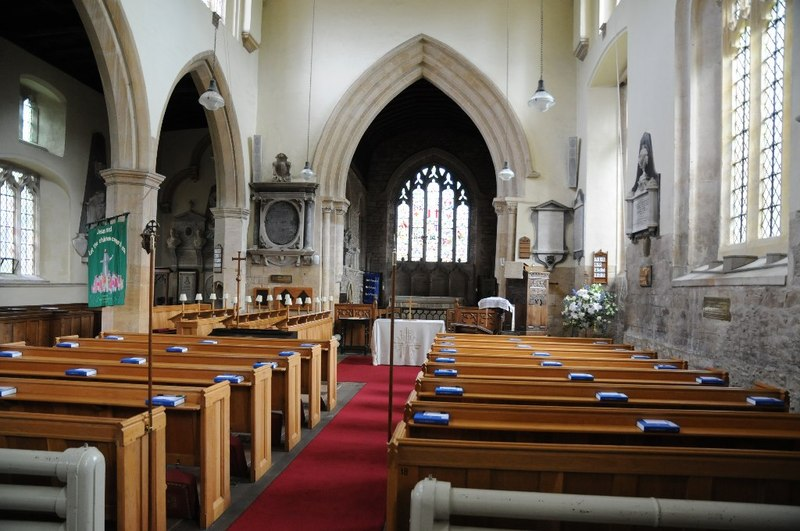
Interiör från "St Marys"
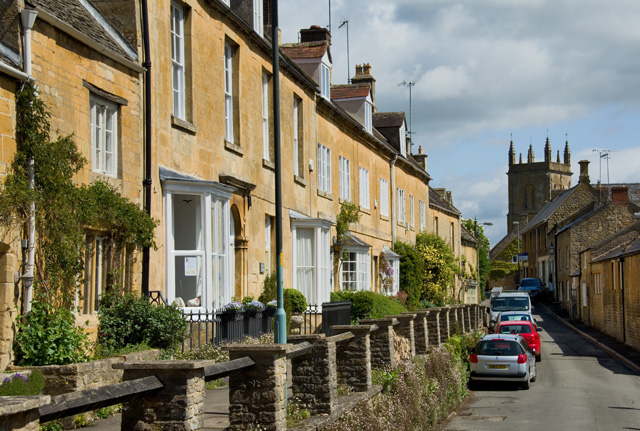
High Street i Blockley
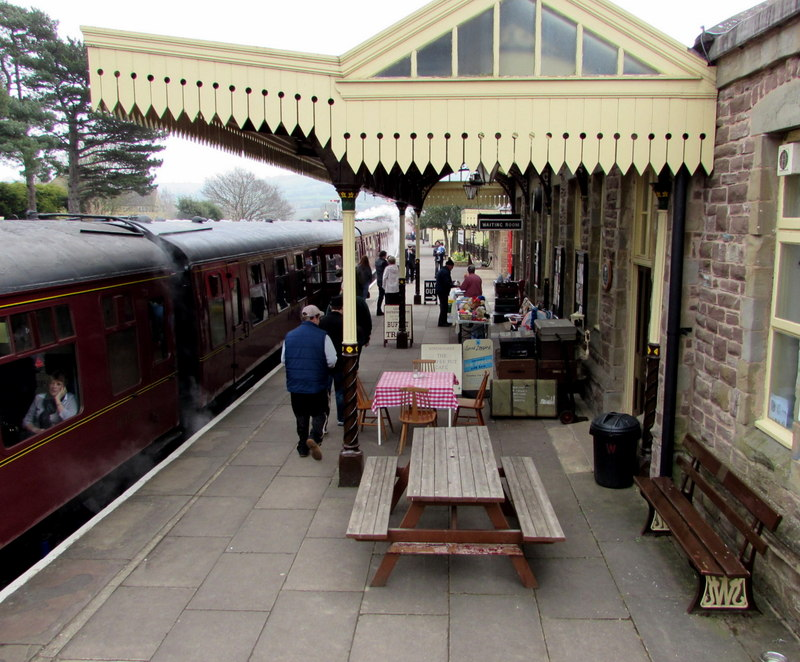
Winchcombes järnvägsstation ligger vid den oelektrifierade Gloucestershire Warwickshire Railway som bland annat trafikeras av ånglok.
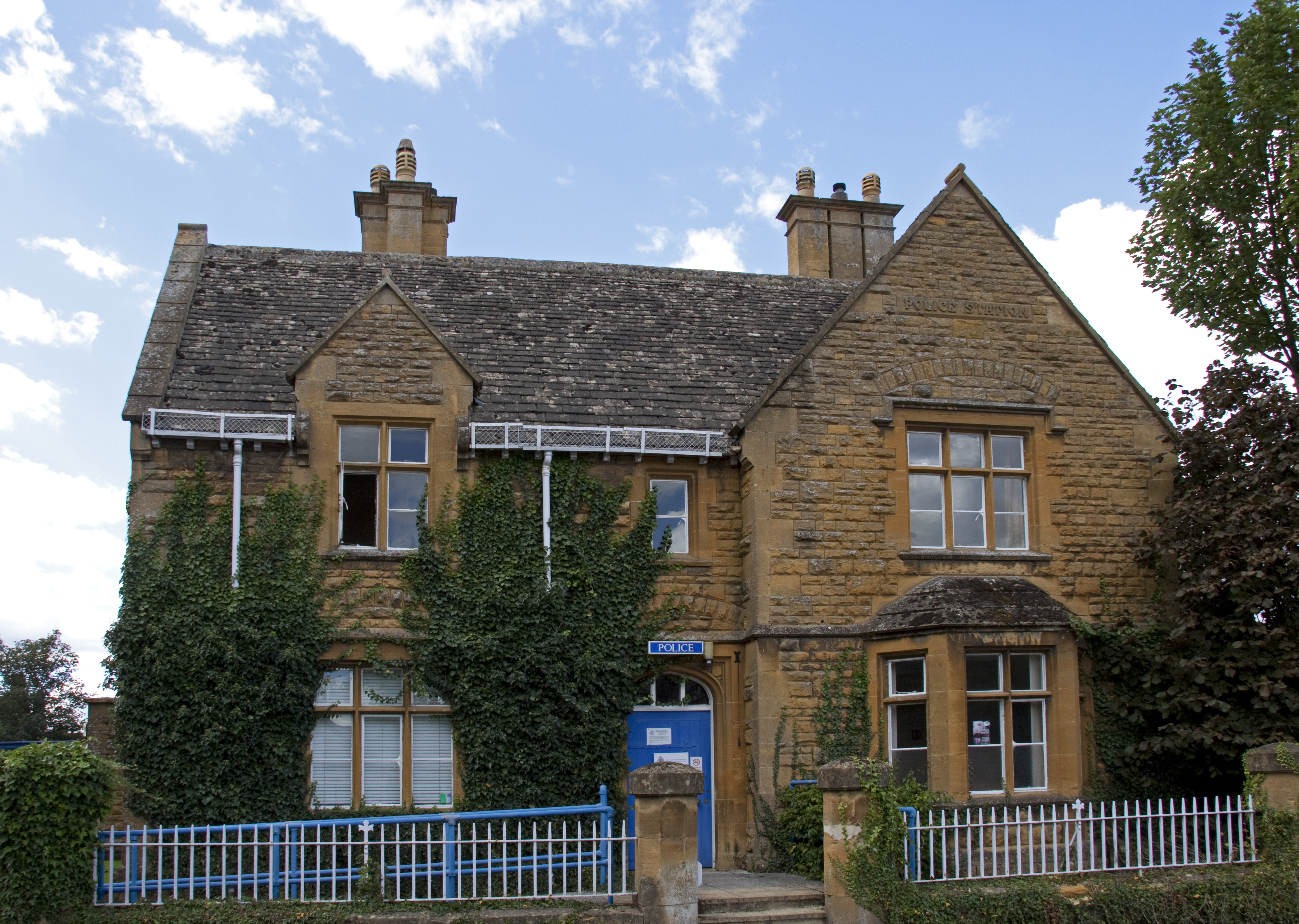
Den gamla polisstationen i Moreton-in-Marsh har använts som polisstationen i Kembleford
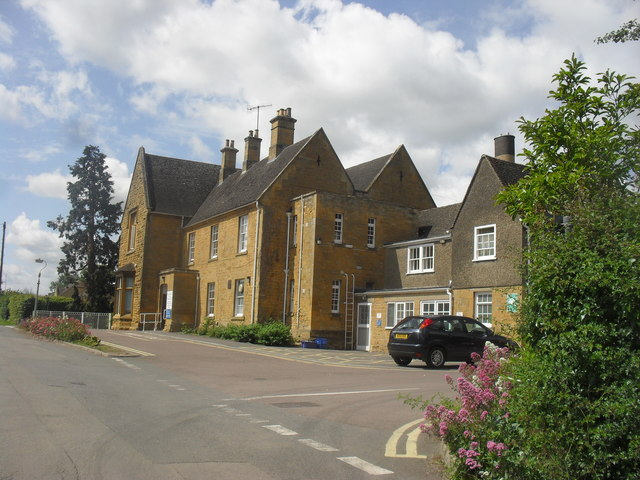
Sjukhuset i Moreton-in-Marsh blev Kemblefords nya polisstation
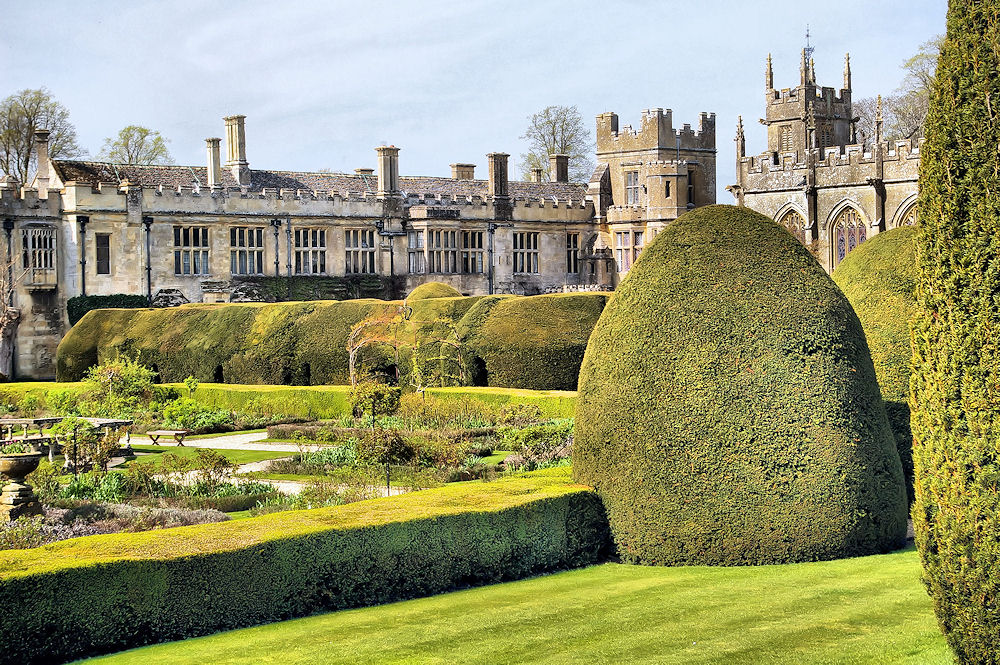
Sudeley Castle
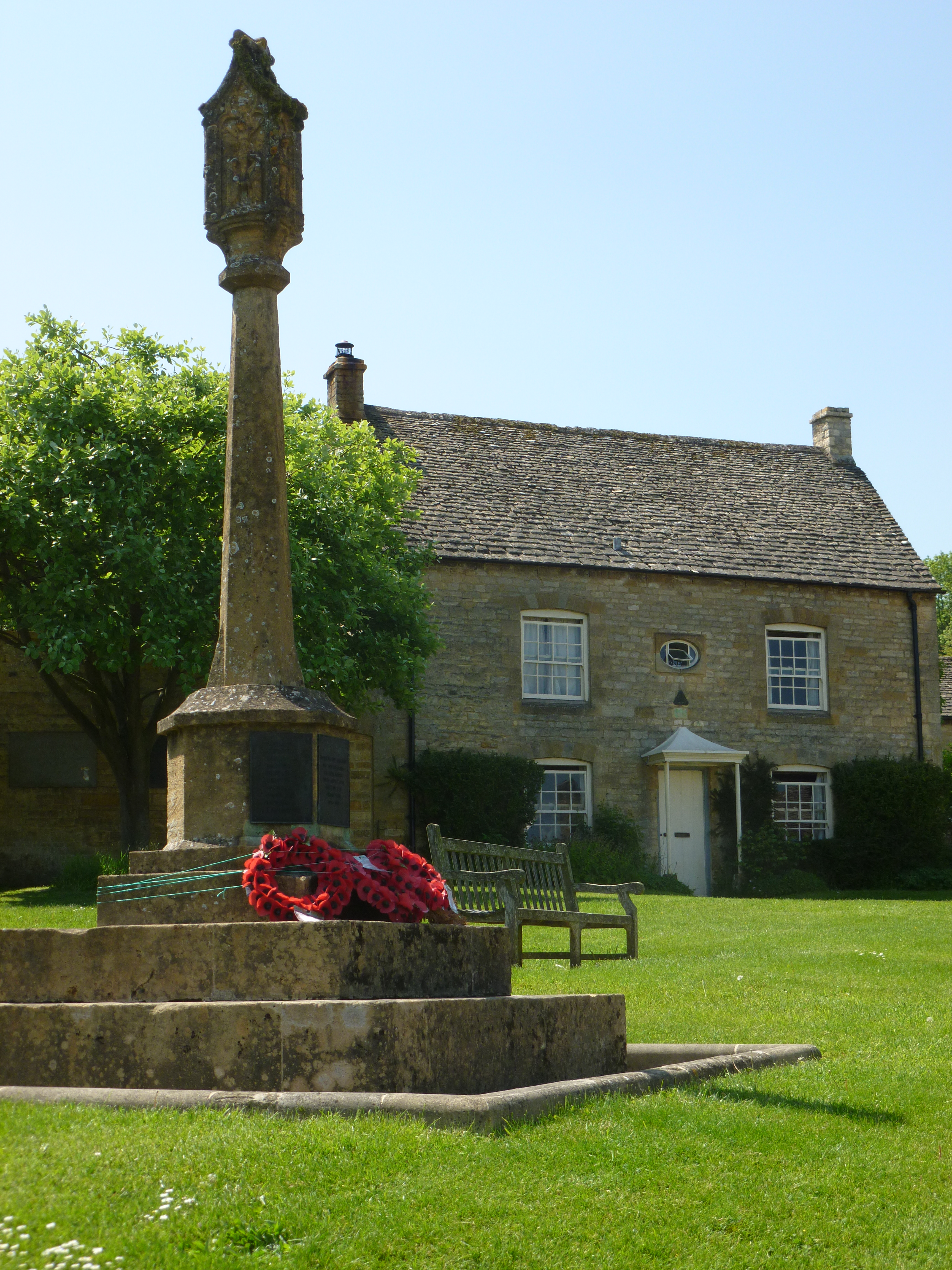
Kemblefords allmänna samlingsplats (village green) ligger i Guiting Power